# Lijst van Rhacophoridae
Onderstaand een lijst van alle soorten kikkers uit de familie schuimnestboomkikkers (Rhacophoridae). De lijst is gebaseerd op Amphibian Species of the World.
- Buergeria buergeri
- Buergeria japonica
- Buergeria oxycephala
- Buergeria robusta
- Chiromantis cherrapunjiae
- Chiromantis doriae
- Chiromantis dudhwaensis
- Chiromantis hansenae
- Chiromantis kelleri
- Chiromantis nongkhorensis
- Chiromantis petersii
- Chiromantis punctatus
- Chiromantis rufescens
- Chiromantis samkosensis
- Chiromantis senapatiensis
- Chiromantis shyamrupus
- Chiromantis simus
- Chiromantis vittatus
- Chiromantis xerampelina
- Feihyla fuhua
- Feihyla palpebralis
- Ghatixalus asterops
- Ghatixalus variabilis
- Gracixalus carinensis
- Gracixalus gracilipes
- Gracixalus jinxiuensis
- Gracixalus medogensis
- Gracixalus quangi
- Gracixalus quyeti
- Gracixalus supercornutus
- Kurixalus ananjevae
- Kurixalus appendiculatus
- Kurixalus baliogaster
- Kurixalus banaensis
- Kurixalus bisacculus
- Kurixalus eiffingeri
- Kurixalus idiootocus
- Kurixalus naso
- Kurixalus odontotarsus
- Kurixalus verrucosus
- Liuixalus hainanus
- Liuixalus ocellatus
- Liuixalus romeri
- Nyctixalus margaritifer
- Nyctixalus pictus
- Nyctixalus spinosus
- Philautus abditus
- Philautus acutirostris
- Philautus acutus
- Philautus amoenus
- Philautus aurantium
- Philautus aurifasciatus
- Philautus bunitus
- Philautus cardamonus
- Philautus cinerascens
- Philautus cornutus
- Philautus davidlabangi
- Philautus disgregus
- Philautus dubius
- Philautus erythrophthalmus
- Philautus everetti
- Philautus garo
- Philautus gunungensis
- Philautus hosii
- Philautus ingeri
- Philautus jacobsoni
- Philautus jerdonii
- Philautus juliandringi
- Philautus kempiae
- Philautus kempii
- Philautus kerangae
- Philautus leitensis
- Philautus longicrus
- Philautus macroscelis
- Philautus maosonensis
- Philautus microdiscus
- Philautus mjobergi
- Philautus namdaphaensis
- Philautus pallidipes
- Philautus petersi
- Philautus petilus
- Philautus poecilius
- Philautus refugii
- Philautus sanctisilvaticus
- Philautus saueri
- Philautus schmackeri
- Philautus similipalensis
- Philautus similis
- Philautus surdus
- Philautus surrufus
- Philautus tectus
- Philautus tytthus
- Philautus umbra
- Philautus vermiculatus
- Philautus vittiger
- Philautus worcesteri
- Polypedates assamensis
- Polypedates bijui
- Polypedates braueri
- Polypedates chlorophthalmus
- Polypedates colletti
- Polypedates cruciger
- Polypedates hecticus
- Polypedates impresus
- Polypedates insularis
- Polypedates iskandari
- Polypedates leucomystax
- Polypedates macrotis
- Polypedates maculatus
- Polypedates megacephalus
- Polypedates mutus
- Polypedates occidentalis
- Polypedates otilophus
- Polypedates pseudocruciger
- Polypedates ranwellai
- Polypedates subansiriensis
- Polypedates taeniatus
- Polypedates teraiensis
- Polypedates zed
- Pseudophilautus abundus
- Pseudophilautus adspersus
- Pseudophilautus alto
- Pseudophilautus amboli
- Pseudophilautus asankai
- Pseudophilautus auratus
- Pseudophilautus caeruleus
- Pseudophilautus cavirostris
- Pseudophilautus cuspis
- Pseudophilautus decoris
- Pseudophilautus dimbullae
- Pseudophilautus eximius
- Pseudophilautus extirpo
- Pseudophilautus femoralis
- Pseudophilautus fergusonianus
- Pseudophilautus folicola
- Pseudophilautus frankenbergi
- Pseudophilautus fulvus
- Pseudophilautus hallidayi
- Pseudophilautus halyi
- Pseudophilautus hankeni
- Pseudophilautus hoffmanni
- Pseudophilautus hoipolloi
- Pseudophilautus hypomelas
- Pseudophilautus kani
- Pseudophilautus leucorhinus
- Pseudophilautus limbus
- Pseudophilautus lunatus
- Pseudophilautus macropus
- Pseudophilautus maia
- Pseudophilautus malcolmsmithi
- Pseudophilautus microtympanum
- Pseudophilautus mittermeieri
- Pseudophilautus mooreorum
- Pseudophilautus nanus
- Pseudophilautus nasutus
- Pseudophilautus nemus
- Pseudophilautus ocularis
- Pseudophilautus oxyrhynchus
- Pseudophilautus papillosus
- Pseudophilautus pardus
- Pseudophilautus pleurotaenia
- Pseudophilautus poppiae
- Pseudophilautus popularis
- Pseudophilautus procax
- Pseudophilautus regius
- Pseudophilautus reticulatus
- Pseudophilautus rugatus
- Pseudophilautus rus
- Pseudophilautus sarasinorum
- Pseudophilautus schmarda
- Pseudophilautus schneideri
- Pseudophilautus semiruber
- Pseudophilautus silus
- Pseudophilautus silvaticus
- Pseudophilautus simba
- Pseudophilautus singu
- Pseudophilautus sordidus
- Pseudophilautus steineri
- Pseudophilautus stellatus
- Pseudophilautus stictomerus
- Pseudophilautus stuarti
- Pseudophilautus tanu
- Pseudophilautus temporalis
- Pseudophilautus variabilis
- Pseudophilautus viridis
- Pseudophilautus wynaadensis
- Pseudophilautus zal
- Pseudophilautus zimmeri
- Pseudophilautus zorro
- Raorchestes agasthyaensis
- Raorchestes akroparallagi
- Raorchestes anili
- Raorchestes annandalii
- Raorchestes beddomii
- Raorchestes bobingeri
- Raorchestes bombayensis
- Raorchestes chalazodes
- Raorchestes charius
- Raorchestes chlorosomma
- Raorchestes chotta
- Raorchestes chromasynchysi
- Raorchestes coonoorensis
- Raorchestes crustai
- Raorchestes dubois
- Raorchestes flaviventris
- Raorchestes glandulosus
- Raorchestes graminirupes
- Raorchestes griet
- Raorchestes gryllus
- Raorchestes jayarami
- Raorchestes johnceei
- Raorchestes kadalarensis
- Raorchestes kaikatti
- Raorchestes kakachi
- Raorchestes longchuanensis
- Raorchestes luteolus
- Raorchestes manipurensis
- Raorchestes manohari
- Raorchestes marki
- Raorchestes menglaensis
- Raorchestes munnarensis
- Raorchestes nerostagona
- Raorchestes ochlandrae
- Raorchestes parvulus
- Raorchestes ponmudi
- Raorchestes ravii
- Raorchestes resplendens
- Raorchestes sahai
- Raorchestes shillongensis
- Raorchestes signatus
- Raorchestes sushili
- Raorchestes terebrans
- Raorchestes theuerkaufi
- Raorchestes thodai
- Raorchestes tinniens
- Raorchestes travancoricus
- Raorchestes tuberohumerus
- Raorchestes uthamani
- Rhacophorus achantharrhena
- Rhacophorus angulirostris
- Rhacophorus annamensis
- Rhacophorus arboreus
- Rhacophorus arvalis
- Rhacophorus aurantiventris
- Rhacophorus baluensis
- Rhacophorus barisani
- Rhacophorus belalongensis
- Rhacophorus bifasciatus
- Rhacophorus bimaculatus
- Rhacophorus bipunctatus
- Rhacophorus burmanus
- Rhacophorus calcadensis
- Rhacophorus calcaneus
- Rhacophorus catamitus
- Rhacophorus chenfui
- Rhacophorus cyanopunctatus
- Rhacophorus dennysi
- Rhacophorus dorsoviridis
- Rhacophorus duboisi
- Rhacophorus dugritei
- Rhacophorus dulitensis
- Rhacophorus edentulus
- Rhacophorus exechopygus
- Rhacophorus fasciatus
- Rhacophorus feae
- Rhacophorus gadingensis
- Rhacophorus gauni
- Rhacophorus georgii
- Rhacophorus harrissoni
- Rhacophorus hoanglienensis
- Rhacophorus hongchibaensis
- Rhacophorus hui
- Rhacophorus hungfuensis
- Rhacophorus jarujini
- Rhacophorus kajau
- Rhacophorus kio
- Rhacophorus laoshan
- Rhacophorus lateralis
- Rhacophorus leucofasciatus
- Rhacophorus malabaricus
- Rhacophorus margaritifer
- Rhacophorus marmoridorsum
- Rhacophorus maximus
- Rhacophorus minimus
- Rhacophorus modestus
- Rhacophorus moltrechti
- Rhacophorus monticola
- Rhacophorus nigropalmatus
- Rhacophorus nigropunctatus
- Rhacophorus omeimontis
- Rhacophorus orlovi
- Rhacophorus owstoni
- Rhacophorus pardalis
- Rhacophorus penanorum
- Rhacophorus poecilonotus
- Rhacophorus prasinatus
- Rhacophorus prominanus
- Rhacophorus pseudacutirostris
- Rhacophorus pseudomalabaricus
- Rhacophorus puerensis
- Rhacophorus reinwardtii
- Rhacophorus rhodopus
- Rhacophorus robertingeri
- Rhacophorus robinsonii
- Rhacophorus rufipes
- Rhacophorus schlegelii
- Rhacophorus spelaeus
- Rhacophorus subansiriensis
- Rhacophorus suffry
- Rhacophorus taipeianus
- Rhacophorus translineatus
- Rhacophorus tuberculatus
- Rhacophorus turpes
- Rhacophorus vampyrus
- Rhacophorus verrucopus
- Rhacophorus viridis
- Rhacophorus wui
- Rhacophorus yaoshanensis
- Rhacophorus yinggelingensis
- Taruga eques
- Taruga fastigo
- Taruga longinasus
- Theloderma andersoni
- Theloderma asperum
- Theloderma baibengensis
- Theloderma bambusicolum
- Theloderma bicolor
- Theloderma chuyangsinense
- Theloderma corticale
- Theloderma gordoni
- Theloderma horridum
- Theloderma kwangsiense
- Theloderma laeve
- Theloderma lateriticum
- Theloderma leporosum
- Theloderma licin
- Theloderma nagalandense
- Theloderma nebulosum
- Theloderma palliatum
- Theloderma phrynoderma
- Theloderma rhododiscus
- Theloderma ryabovi
- Theloderma stellatum
- Theloderma truongsonense